# Kinh điển Pali

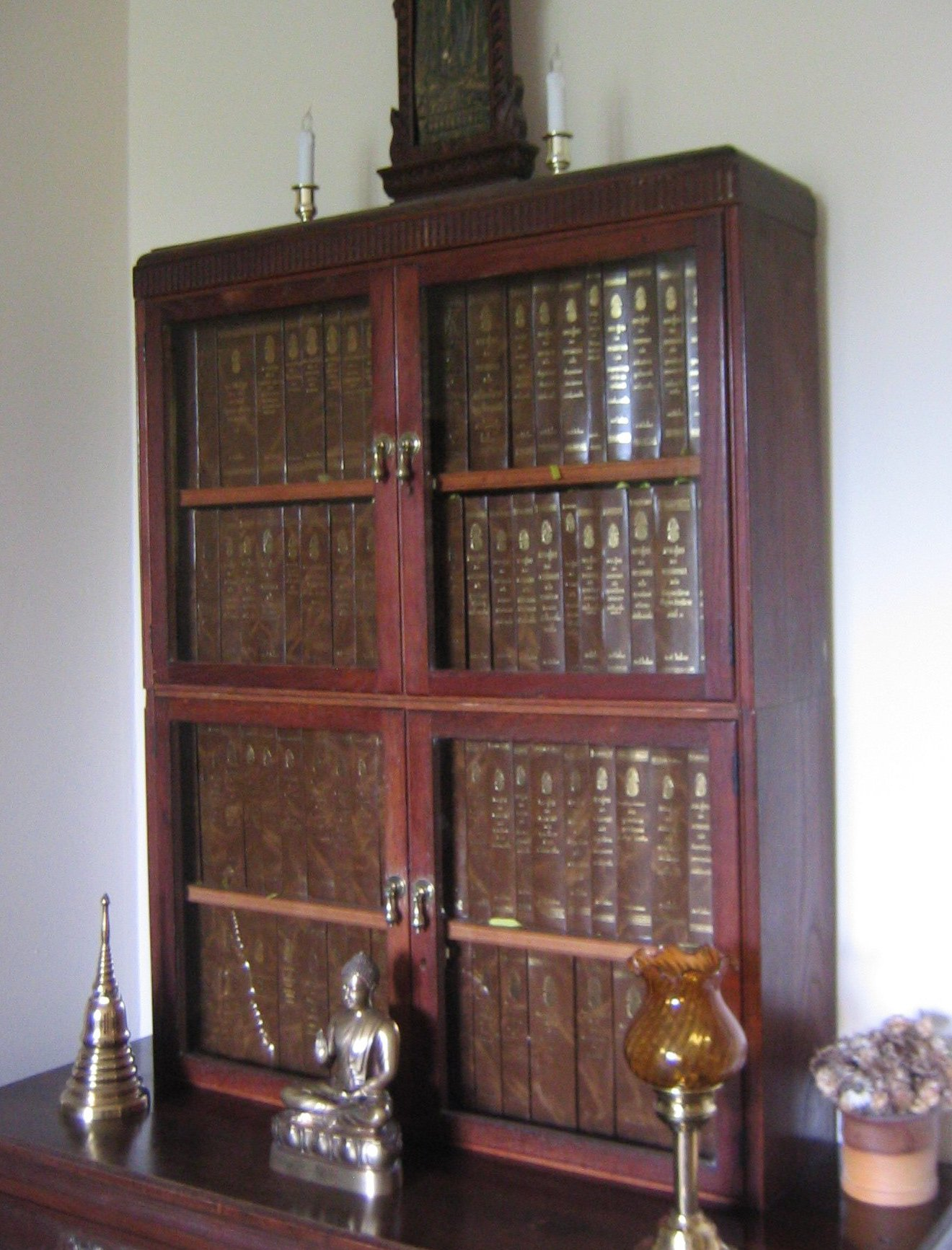
Phiên bản tiêu chuẩn của Kinh điển Pali Thái Lan

Kinh điển Pāli là bộ tổng tập kinh điển tiêu chuẩn trong truyền thống Phật giáo Thượng tọa bộ, được bảo tồn bằng ngôn ngữ Pāli. Đây là bộ kinh điển Phật giáo sơ kỳ hoàn chỉnh nhất còn tồn tại. Nó có nguồn gốc chủ yếu từ trường phái Tamrashatiya.
Trong Đại hội kết tập thứ nhất, ba tháng sau khi Thích-ca Mâu-ni nhập niết bàn ở Rajgir, Ananda đã đọc Kinh tạng, và Upali đã đọc Luật tạng. Các A-la-hán có mặt đã chấp nhận các bài tụng, và từ đó trở đi, các giáo lý được Tăng đoàn bảo tồn bằng phương thức truyền khẩu. Tam tạng Kinh điển được truyền đến Sri Lanka dưới triều đại của hoàng đế Asoka ban đầu qua truyền khẩu, sau đó được viết ra trên lá bối trong kỳ kết tập thứ tư vào năm 29 TCN, khoảng 454 năm sau khi Đức Phật qua đời. Lời khẳng định rằng các bản kinh văn được "nói bởi Đức Phật" không có nghĩa hoàn toàn theo nghĩa đen này.
Sự tồn tại của truyền thống bhanaka cho đến các thời kỳ sau, cùng với các nguồn tài liệu khác, cho thấy truyền thống truyền khẩu tiếp tục tồn tại song song với kinh văn tự trong nhiều thế kỷ. Như vậy, cái gọi là viết ra kinh điển chỉ là bước khởi đầu của một hình thức mới, và sự đổi mới này có lẽ đã bị các nhà sư bảo thủ hơn phản đối. Cũng như nhiều đổi mới khác, chỉ sau một thời gian, nó mới được chấp nhận rộng rãi. Do đó, rất lâu sau đó, các ghi chép về sự kiện này mới được kết tập bởi một "hội đồng" (sangayaana hoặc sangiti), được tổ chức dưới sự bảo trợ của vua Vattagamani.
Các đoạn kinh văn tương tự đã được tìm thấy trong các bộ agama của những trường phái lớn khác ở Ấn Độ. Tuy nhiên, chúng được viết ra chủ yếu bằng các dạng tiếng Prakrit khác nhau, ngoài tiếng Pali cũng như tiếng Phạn. Một số trong đó về sau đã được dịch sang chữ Hán (có niên đại sớm nhất là vào cuối thế kỷ thứ 4). Phiên bản Sri Lanka còn sót lại là phiên bản đầy đủ nhất, nhưng là phiên bản đã được biên tập lại rộng rãi khoảng 1.000 năm sau khi Đức Phật qua đời, vào thế kỷ thứ 5 hoặc thứ 6. Những đoạn kinh văn sớm nhất bằng tiếng Pali được tìm thấy ở các thành bang Pyu (Miến Điện) chỉ có niên đại từ giữa thế kỷ thứ 5 đến giữa thế kỷ thứ 6.
Kinh điển Pāli được chia thành ba loại chung, được gọi là pitaka. Và, theo truyền thống, kinh điển được gọi là Tipiṭaka ("ba giỏ"). Ba pitaka như sau:
1. Vinaya Piṭaka (Luật tạng), liên quan đến các quy tắc hoặc kỷ luật của tăng đoàn [12] [9]
2. Sutta Piṭaka (Kinh tạng), những bài giảng và thuyết pháp của Đức Phật, một số thơ tôn giáo và là giỏ lớn nhất [12]
3. Abhidhamma Piṭaka (Luận tạng), bộ luận trình bày chi tiết các học thuyết Phật giáo, đặc biệt về tâm, còn được gọi là giỏ "triết học có hệ thống"

Luật tạng và Kinh tạng tương tự một cách đáng kể với các tác phẩm của các trường phái Phật giáo sơ khai, thường được gọi là Kinh điển Phật giáo sơ kỳ. Tuy nhiên, phần Luận tạng lại là một tuyển tập nghiêm ngặt của truyền thống Thượng tọa bộ và có rất ít điểm chung với các tác phẩm Vi diệu pháp được các trường phái Phật giáo khác công nhận.

## Kinh điển truyền thống

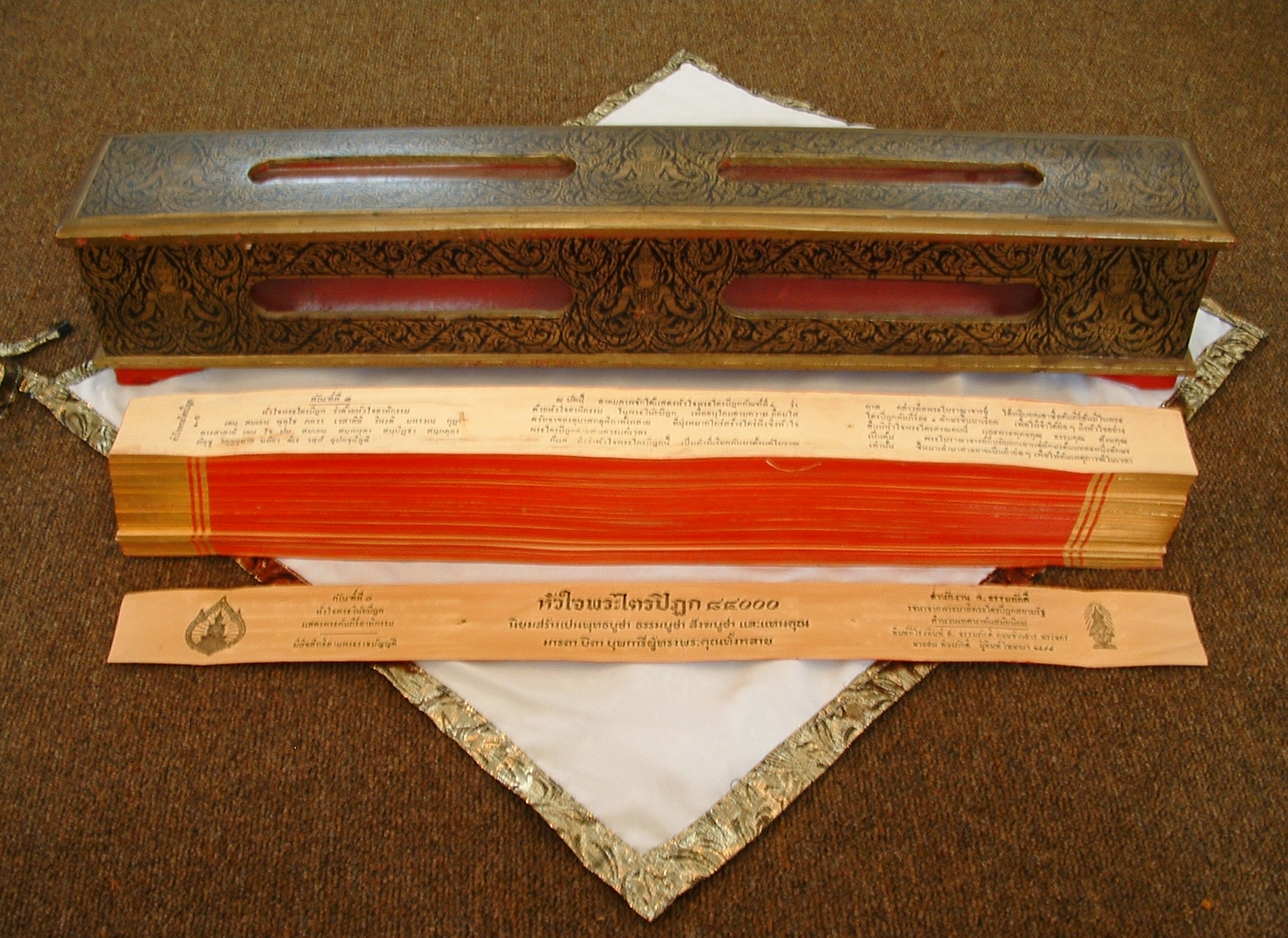
Vào thời tiền hiện đại, kinh điển Pali không được xuất bản dưới dạng sách mà được viết trên các phiến lá bối hoặc tre. Những chiếc lá được giữ lại với nhau bằng những thanh mỏng, và kinh sách được bọc trong vải và để trong hộp.

Theo truyền thống Thượng tọa bộ, kinh điển Pali được mô tả là Lời của Đức Phật (buddhavacana), mặc dù điều này không nhằm mục đích hiểu theo nghĩa đen, mà còn bao gồm cả những lời dạy của các đệ tử Ngài. 
Cách giải thích truyền thống của Theravādin (chính xác hơn là phái Mahavihārin) về kinh điển Pali được đưa ra trong một loạt các bài luận gần như toàn bộ Kinh điển, được biên soạn bởi Buddhaghosa (thế kỷ thứ 4-thứ 5) và các đại sư hậu thế, chủ yếu dựa trên cơ sở các tài liệu trước đó hiện đã bị thất lạc. Các chú giải, luận giải được viết về sau, đã được bổ sung vào Kinh điển. Những quan điểm truyền thống của Theravādin được tóm tắt trong Visuddhimagga của Buddhaghosa.
Một quan điểm chính thức được đưa ra bởi một phát ngôn viên của Hội đồng Buddha Sasana của Miến Điện: Kinh điển chứa đựng mọi thứ cần thiết để chỉ ra con đường dẫn đến niết-bàn; các chú giải và tiểu chú giải đôi khi bao gồm nhiều suy đoán, nhưng trung thành với giáo lý của nó và thường đưa ra những minh họa rất sáng tỏ. Ở Sri Lanka và Thái Lan, Phật giáo "chính thức" phần lớn đã chấp nhận cách giải thích của các học giả phương Tây.
Mặc dù Kinh điển đã tồn tại ở dạng văn tự trong hai thiên niên kỷ, nhưng bản chất truyền khẩu trước đó của nó vẫn không bị lãng quên trong thực hành Phật giáo truyền thống: việc ghi nhớ và đọc thuộc lòng vẫn phổ biến. Ngay cả các cư sĩ cũng thường thuộc lòng ít nhất một vài đoạn kinh văn ngắn và thường xuyên tụng đọc chúng; đây được coi là một hình thức thiền định, ít nhất là nếu người ta hiểu ý nghĩa của đoạn kinh văn đó. Tất nhiên, các nhà sư được kỳ vọng sẽ biết nhiều hơn một chút (xem ví dụ về Kinh Pháp cú). Một nhà sư Miến Điện tên là Vicittasara thậm chí đã thuộc lòng toàn bộ Kinh điển cho kỳ kết tập thứ sáu (theo cách tính của hệ phái Theravada).

### Bản thảo

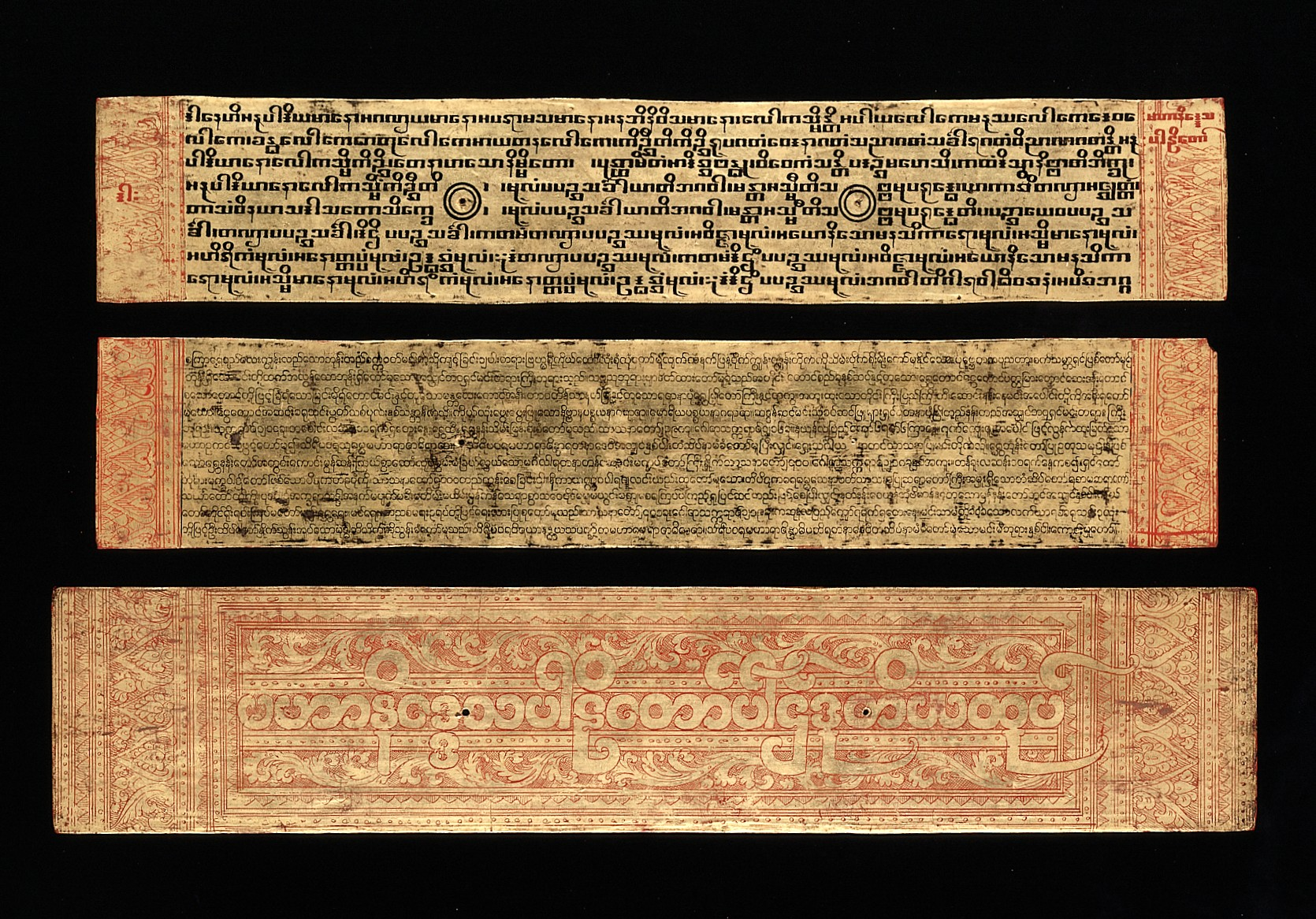
Bản sao chép tay tiếng Miến Điện-Pali của văn bản Phật giáo Mahaniddesa, cho thấy ba loại chữ viết tiếng Miến Điện khác nhau, (trên) hình vuông vừa, (ở giữa) tròn và (dưới) viền tròn bằng sơn mài đỏ từ bên trong của một trong những tấm bìa mạ vàng